# Astfeld
Astfeld ist ein Stadtteil von Langelsheim (Landkreis Goslar in Niedersachsen) mit 2078 Einwohnern (Stand: 31. Dezember 2021). Er besteht aus den beiden Ortsteilen Astfeld und Herzog Juliushütte (benannt nach Julius Herzog von Braunschweig und Lüneburg).

## Geografie
Die Ortschaft liegt am Nordrand des Harzes, 4 km westlich von Goslar. Astfeld liegt im nördlichen Harzvorland auf 220 m ü. NN unterhalb der Granetalsperre, die Grane durchzieht als Fließgewässer die Ortschaft.

## Geschichte

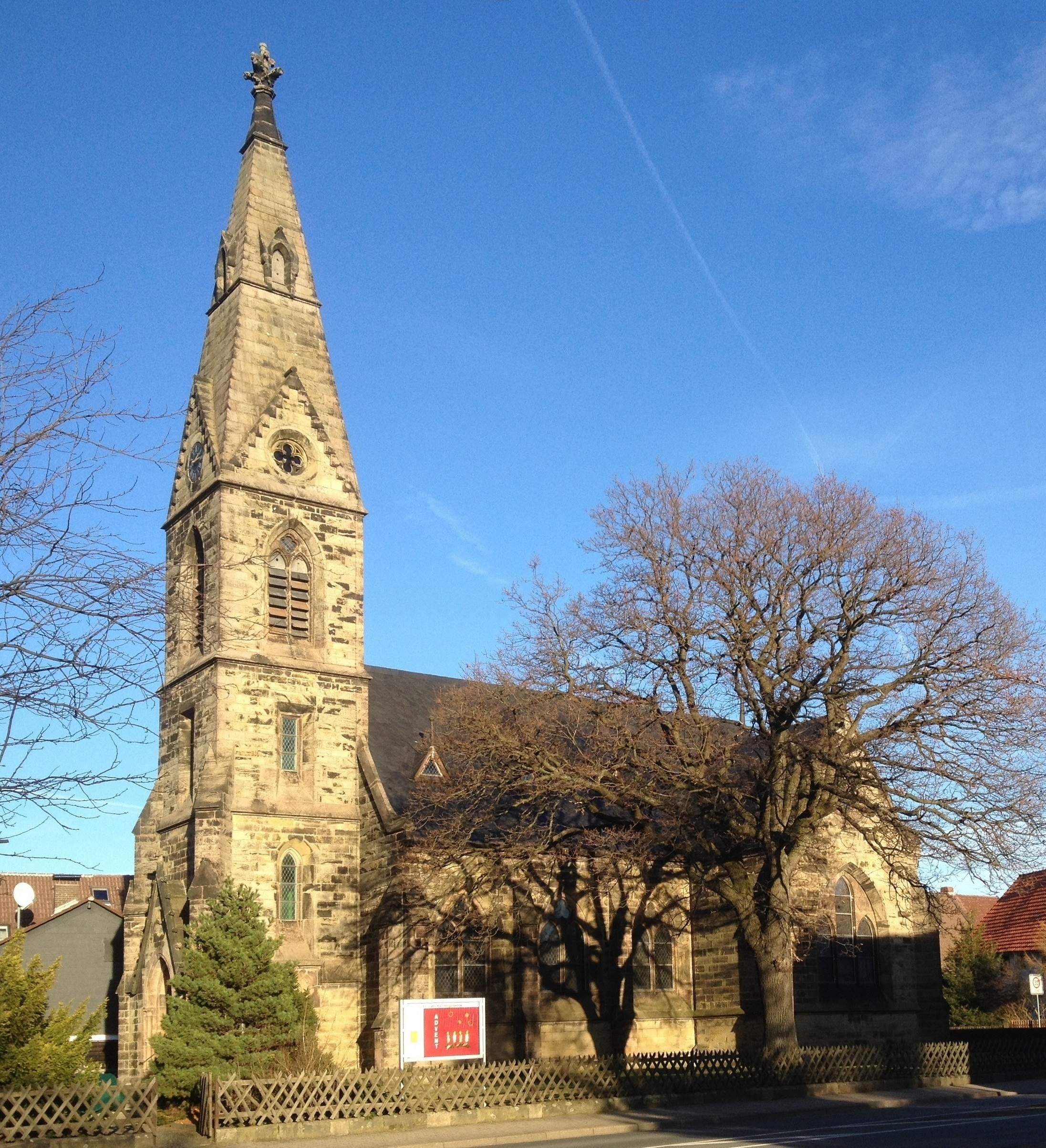
Ev.-luth. St.-Laurentius-Kirche

Die Gründung des Ortes wird auf etwa 1000 nach Chr. geschätzt. Eine Hypothese ist, dass es sich um eine Viehhof-Versorgungsstelle der karolingischen Kansteinburg handelte. Aber auch die Erzverhüttung Rammelsberger Erze um 1000 n. Chr. kann den Ursprung der Gründung der Ortschaft ausmachen.
Astfeld wurde ökonomisch durch die Unterharzer Berg- und Hüttenwerke, die Langelsheimer Chemieindustrie und das Rittergut geprägt, das durch die Familie von Mackensen lange Zeit geführt wurde.
Die letzte Rittergutsbesitzerin aus der Familie Beyreiss verkaufte Ende der 1940er Jahre das Gut, auf dessen Land durch die Braunschweigische Siedlungsgesellschaft parzelliert kleine nebenerwerbslandwirtschaftliche und landwirtschaftliche Landeinheiten vorwiegend an Flüchtlingsfamilien zu niedrigen Zinssätzen verkauft wurden.
Astfeld wurde anlässlich der niedersächsischen Gebietsreform am 1. Juli 1972 in die Stadt Langelsheim eingemeindet.

## Politik

### Ortsrat
Der Ortsrat, der den Ortsteil Astfeld vertritt, setzt sich aus sieben Mitgliedern zusammen. Die Ratsmitglieder werden durch eine Kommunalwahl für jeweils fünf Jahre gewählt.
Bei der Kommunalwahl 2021 ergab sich folgende Sitzverteilung:
| Ortsrat 2021Insgesamt 7 Sitze - SPD: 2 - Grüne: 1 - WGL: 3 - CDU: 1 |

### Ortsbürgermeisterin
Ortsbürgermeisterin ist Barbara Eberhardt (WGL).

## Kultur und Sehenswürdigkeiten
- Die im Jahr 1969 im Granetal errichtete Granetalsperre liegt südlich des Ortes.
- An der Talsperre befindet sich das größte Wasserwerk der Harzwasserwerke GmbH.
- Ältestes Bauwerk von Astfeld ist die (heute Wohnzwecken dienende) romanische Kirche.

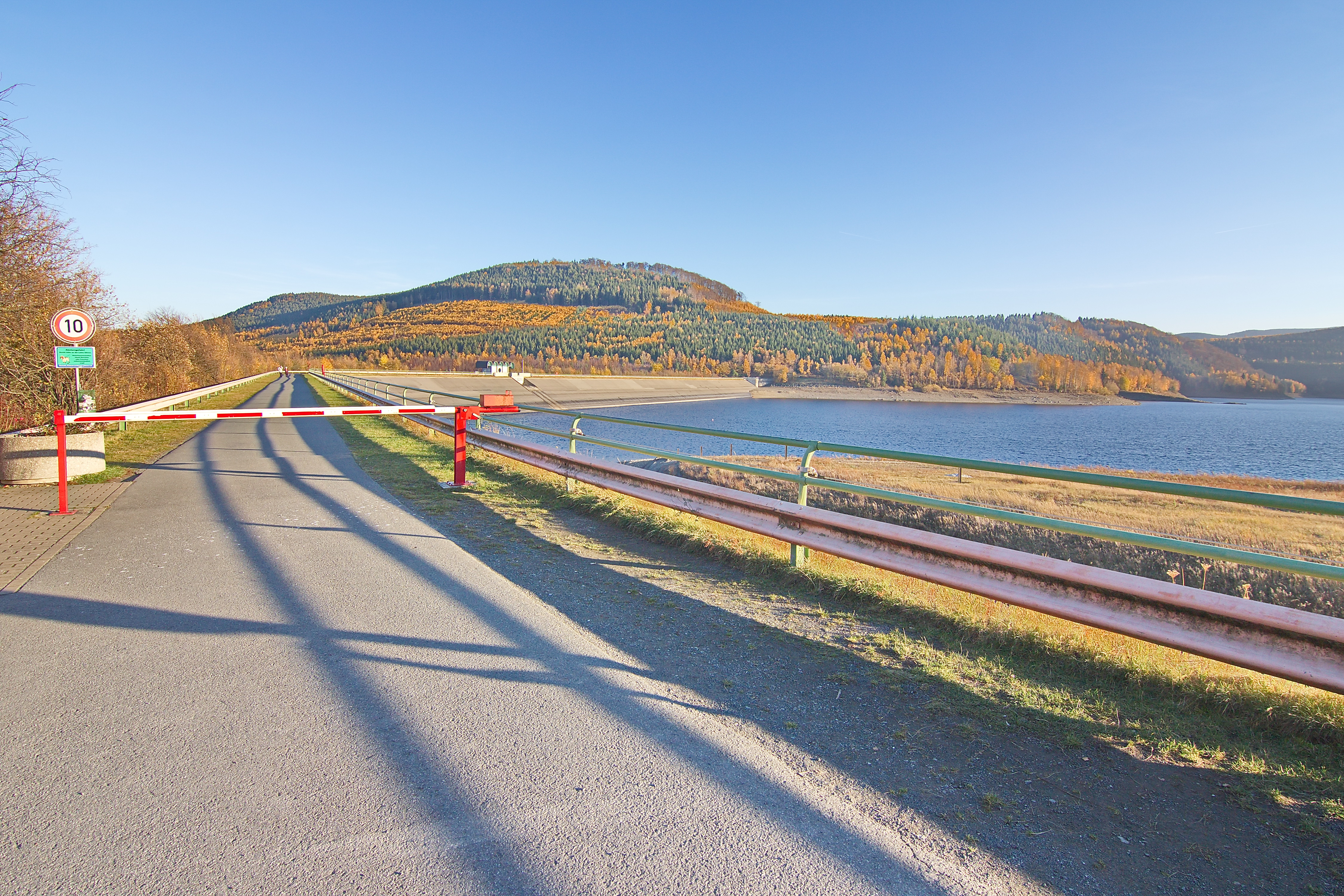
Granestausee bei Herzog Juliushütte, einem Ortsteil von Astfeld
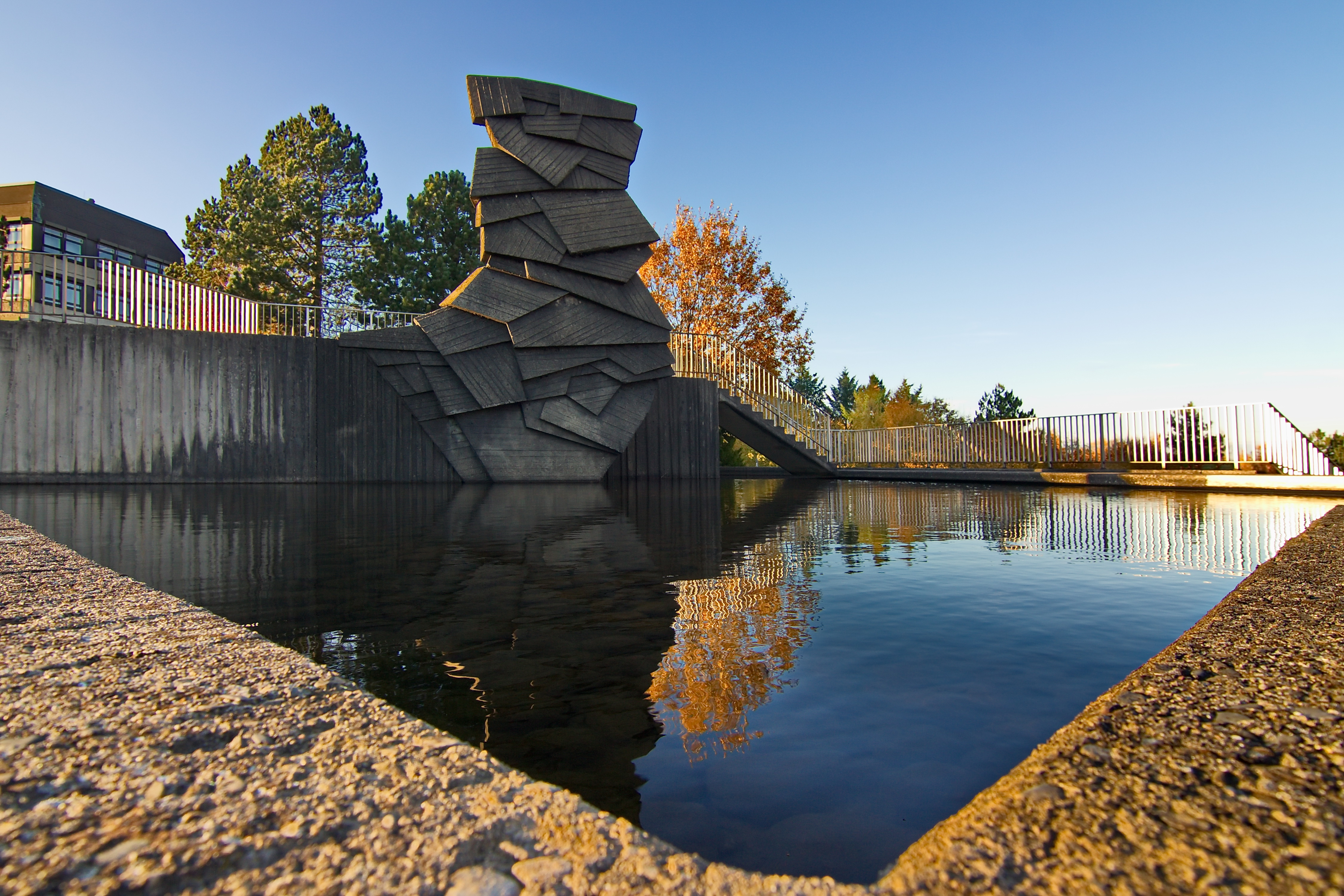
Brunnen vor dem Wasserwerk Granetalsperre der Harzwasserwerke.

## Persönlichkeiten
- Georg Mackensen von Astfeld (1882–1964), Wirtschaftsfunktionär und Offizier
- Astrid Kaiser (* 1948), Erziehungswissenschaftlerin